# Wanda Stanisławska-Lothe
Wanda Stanisławska-Lothe, également connue sous le nom de Wanda Lothe-Stanisławska ou de Wanda Stanisławska est une actrice polonaise de théâtre et de cinéma morte le 6 novembre 1985 à Varsovie,,.